# 社会主义阵线 (波多黎各)
社会主义阵线（西班牙語：Frente Socialista，缩写为FS）是波多黎各的一个左翼政党联盟。该联盟成立于1990年11月4日，由工人社会主义运动、政治形成研讨会、波多黎各工人党-砍刀手发起成立。该联盟的意识形态是社会主义、共产主义。该联盟主张波多黎各独立。该联盟是圣保罗论坛的成员。该联盟曾加入玻利瓦尔人民大会。
该联盟的创始成员“波多黎各共产主义重建”于2010年改组为波多黎各共产党，并继续作为该联盟的成员存在。